# Sean Murray
Sean Harland Murray (ur. 15 listopada 1977 w Bethesda w stanie Maryland) – amerykański aktor. Występował w roli Timothy’ego McGee w serialu Agenci NCIS.

## Życie prywatne
26 listopada 2005 ożenił się z Carrie James. 3 maja 2007 urodziło się pierwsze dziecko aktora – córka Caitlyn Melissa, a 22 kwietnia 2010 syn River James. Ma czwórkę przyrodniego rodzeństwa (Troian Avery Bellisario, Michael Bellisario, Julie B. Watson i David Bellisario), a jego ojczymem jest reżyser Donald P. Bellisario.

## Filmografia

### Filmy
- 2001: Adwokat w kąpielówkach (Spring Break Lawyer) jako Nick
- 1997: Lunatyk (The Sleepwalker Killing) jako Christopher Lane
- 1996: Skok w ciemność (Fall into the Darkness) jako Jerry
- 1996: Uwiedziona  (For My Daughter’s Honor) jako Ralph
- 1996: Loteria (The Lottery) jako Henry Watkins
- 1993: Chłopięcy świat (This Boy’s Life) jako Jimmy Voorhees
- 1993: Hokus pokus (Hocus Pocus) jako Thackery Binx
- 1990: Hamlet jako Guildenstern

### Seriale TV
- 2003: Agenci NCIS (Navy NCIS: Naval Criminal Investigative Service) jako agent Timothy McGee
- 2000–2004: Boston Public jako David (gościnnie)
- 1995–2005: JAG – Wojskowe Biuro Śledcze (JAG) jako chorąży Guitry (gościnnie)
- 1994−2003: Dotyk anioła (Touched by an Angel) jako William ‘Will’ Heller (gościnnie)
- 1994: Ostry dyżur (ER) jako Bret Maddocks (gościnnie)
- 1993−1994: Rodzina Hartów z Dzikiego Zachodu (Harts of the West) jako Zane Grey Hart
- 1991–1993: Civil Wars (gościnnie)
- 1991: Jedwabne pończoszki (Silk Stalkings) (gościnnie)